# 1979 (chanson)
Singles de The Smashing Pumpkins
Bullet with Butterfly Wings
(1995) Zero
(1996)
1979 est une chanson du groupe de rock alternatif The Smashing Pumpkins, issue de l'album Mellon Collie and the Infinite Sadness. Elle est ensuite publiée en single le 23 janvier 1996.

## Liste des titres
double single 7"
1. 1979
2. Bullet with Butterfly Wings

CD single et 12"
1. 1979
2. Ugly
3. Believe
4. Cherry

Réédition 1996 Maxi Single
1. 1979
2. Ugly
3. The Boy
4. Cherry
5. Believe
6. Set the Ray to Jerry

1979 Remixes
1. 1979 (Vocal Mix)
2. 1979 (Instrumental Mix)
3. 1979 (Moby Mix)
4. 1979 (Cement Mix)

## Classements
| Classement                              | Meilleure position |
| --------------------------------------- | ------------------ |
| Australie (ARIA)                        | 16                 |
| Belgique (Flandre Ultratop 50 Singles)  | 37                 |
| Belgique (Wallonie Ultratop 50 Singles) | 21                 |
| États-Unis (Hot 100)                    | 12                 |
| États-Unis (Adult Pop Songs)            | 30                 |
| États-Unis (Alternative Songs)          | 1                  |
| États-Unis (Dance Club Songs)           | 17                 |
| États-Unis (Pop Airplay)                | 10                 |
| États-Unis (Radio Songs)                | 9                  |
| Finlande (Suomen virallinen lista)      | 11                 |
| France (SNEP)                           | 38                 |
| Nouvelle-Zélande (RMNZ)                 | 9                  |
| Pays-Bas (Nederlandse Top 40)           | 29                 |
| Royaume-Uni (UK Singles Chart)          | 16                 |

## Dans la culture populaire
La chanson est présente dans le film Il Divin Codino : L'art du but par Roberto Baggio (2021).